# De Volta aos 15
De Volta aos 15 é uma série de televisão brasileira de drama adolescente produzida pela Netflix em parceria com a Glaz Entretenimento. Baseada no romance homônimo da escritora Bruna Vieira, a série segue Anita, uma mulher de trinta anos que acaba voltando para quando tinha apenas quinze anos. A jovem acaba tentando consertar a vida de todos ao seu redor, porém cada mudança no passado impacta o futuro de todos e nem sempre para melhor. É estrelada por Maisa Silva, Camila Queiroz, João Guilherme, Bruno Montaleone, Klara Castanho, Nila, Antônio Carrara, Caio Cabral e Larissa Manoela.
A primeira temporada foi lançada em 25 de fevereiro de 2022 na plataforma. A segunda temporada foi lançada em 5 de julho de 2023. Em 21 de agosto de 2024, foi lançada a terceira e última temporada.

## Premissa
Anita é uma mulher de 30 anos (Camila Queiroz) que acaba voltando para quando tinha apenas 15 anos (Maisa Silva). A jovem acaba tentando consertar a vida de todos ao seu redor, porém cada mudança no passado impacta o futuro de todos e nem sempre para melhor.
Anita tenta consertar a vida de Carol (Klara Castanho), sua prima que está envolvida com Fabrício (João Guilherme), o maior babaca da cidade; de Luiza (Amanda Azevedo), sua irmã que vive presa no papel de princesinha da cidade; de César (Nila), seu novo amigo que precisa de coragem para ser quem é; e de Henrique (Caio Cabral), seu melhor amigo nerd que é secretamente apaixonado por ela.

## Elenco
| Ator/Atriz           | Personagem                     | Temporadas | Temporadas | Temporadas |
| Ator/Atriz           | Personagem                     | 1ª (2022)  | 2ª (2023)  | 3ª (2024)  |
| -------------------- | ------------------------------ | ---------- | ---------- | ---------- |
| Maisa Silva          | Anita Rocha                    |            |            |            |
| Camila Queiroz       | Anita Rocha                    |            |            |            |
| João Guilherme       | Fabrício Azevedo               |            |            |            |
| Bruno Montaleone     | Fabrício Azevedo               |            |            |            |
| Antônio Carrara      | Joel                           |            |            |            |
| Gabriel Stauffer     | Joel                           |            |            |            |
| Klara Castanho       | Carolina Rocha (Carol)         |            |            |            |
| Yana Sardenberg      | Carolina Rocha (Carol)         |            |            |            |
| Nila                 | César/Camila Azevedo           |            |            |            |
| Alice Marcone        | César/Camila Azevedo           |            |            |            |
| Caio Cabral          | Henrique                       |            |            |            |
| Breno Ferreira       | Henrique                       |            |            |            |
| Amanda Azevedo       | Luiza Rocha                    |            |            |            |
| Mariana Rios         | Luiza Rocha                    |            |            |            |
| Lucca Picon          | Douglas Dourado                |            |            |            |
| Rafael Coimbra       | Douglas Dourado                |            |            |            |
| Gabriel Wiedemann    | Eduardo                        |            |            |            |
| Fabrício Licursi     | Eduardo                        |            |            |            |
| Dora Freind          | Bruna                          |            |            |            |
| Helena Miguel        | Bruna                          |            |            |            |
| Lucas Deluti         | Fagulha                        |            |            |            |
| Livia La Gatto       | Lúcia Souza                    |            |            |            |
| Larissa Manoela      | Filipa Vieira                  |            |            |            |
| Juliana Paiva        | Filipa Vieira                  |            |            |            |
| Enzo Krieger         | Dom                            |            |            |            |
| Emira Sophia         | Jéssica/Vivian Barbosa (Jessy) |            |            |            |
| Faíska Alves         | Gabriel (Whisky)               |            |            |            |
| Amanda Linhares      | Rafaela (Rafa)                 |            |            |            |
| Guilherme Prates     | Paulo (Cabra)                  |            |            |            |
| Luciana Braga        | Vânia Rocha                    |            |            |            |
| Felipe Camargo       | Antônio Rocha                  |            |            |            |
| Pedro Ottoni         | Leonardo Valente (Léo)         |            |            |            |
| Fernanda Bessan      | Fernanda                       |            |            |            |
| Julia Miranda        | Emília                         |            |            |            |
| Maria Laura Nogueira | Diretora Beth                  |            |            |            |
| Bruno Gadiol         | Anderson Rodrigues             |            |            |            |
| Heberth Vital        | Glauber                        |            |            |            |
| Chris Couto          | Professora Cecília Marques     |            |            |            |
| Guilherme Terreri    | Professor Marcus Vinicius      |            |            |            |
| Vinícius Couto       | Zóio                           |            |            |            |

### Participações especiais
| Lista de participações especiais | Lista de participações especiais | Lista de participações especiais |
| 1º Temporada (2022)              | 1º Temporada (2022)              | 1º Temporada (2022)              |
| Intérprete                       | Personagem                       |                                  |
| -------------------------------- | -------------------------------- | -------------------------------- |
| Murilo Cezar                     | Prof. Rodrigo (Rodrigão)         |                                  |
| 2º Temporada (2023)              |                                  |                                  |
| Matheus Troiano                  | Thiago                           |                                  |
| Gabriel Milane                   | Hugo                             |                                  |
| Joe Rodrigues                    | Batata                           |                                  |
| Lipe Volpato                     | Sérgio (Serginho)                |                                  |
| Micaela Díaz                     | Mila Novaes                      |                                  |
| João Assunção                    | Roger                            |                                  |
| 3º Temporada (2024)              |                                  |                                  |
| Gregório Duvivier                | Denis Ferreira                   |                                  |
| Matheus Campos                   | Whisky (Adulto)                  |                                  |
| Marina Person                    | Ela mesma                        |                                  |
| Gautier Lee                      | Diretora do clipe                |                                  |

## Episódios

### Resumo
| Temporada | Temporada | Episódios | Exibição                | Exibição                |
| Temporada | Temporada | Episódios | Estreia de temporada    | Final de temporada      |
| --------- | --------- | --------- | ----------------------- | ----------------------- |
|           | 1         | 6         | 25 de fevereiro de 2022 | 25 de fevereiro de 2022 |
|           | 2         | 6         | 5 de julho de 2023      | 5 de julho de 2023      |
|           | 3         | 6         | 21 de agosto de 2024    | 21 de agosto de 2024    |

### 1.ª Temporada (2022)
| N.º geral | N.º na temp. | Título      | Dirigido por    | Escrito por                      | Exibição original       |
| --- | ------------ | ----------- | --------------- | -------------------------------- | ----------------------- |
| 1 | 1            | "(⊙_⊙)"     | Vivianne Jundi  | Janaina Tokitaka                 | 25 de fevereiro de 2022 |
| Em 2021, Anita é uma mulher de 30 anos que mora em São Paulo com sua gata Amelie. Anita tem que voltar para Imperatriz – sua cidade natal – para o casamento de sua irmã Luiza com Douglas Dourado, namorado de Luiza do ensino médio. Anita fica um pouco ressentida porque Luiza tem a vida "perfeita", enquanto a dela não é bem o que ela planejou. Na festa de casamento, ela encontra os valentões do ensino médio e também Henrique, seu melhor amigo distante. Durante uma pausa no banheiro, ela encontra Eduardo – marido de sua prima Carol – beijando outra convidada da festa. O confronto deles faz uma grande cena na festa, fazendo Luiza humilhar Anita publicamente, que vai para o quarto chorando. No quarto, Anita resolve dar uma olhada no seu velho Floguinho e pensa em fazer as coisas de uma forma diferente se ela fosse adolescente novamente. Seus pensamentos se tornam realidade e Anita volta a 2006, logo em seu primeiro dia de ensino médio. Luiza, agora mais nova, tenta prepará-la para a escola a tempo e Anita percebe que seu pai ainda está vivo, embora ela só sinta falta dele enquanto ele sai para trabalhar. Na escola, Anita encontra com Carol e Henrique e os três tentam desesperadamente fugir do trote dos calouros. Henrique e Anita se escondem na biblioteca da escola, onde conhecem César, um adolescente emo que passa o tempo no Orkut escrevendo histórias de ficção e conversando com o namorado Theo. Anita, Henrique, Carol e César são encontrados pelos professores e vão para a cerimônia de trote, que Anita frusta e acaba humilhando-os por saber do que vai acontecer com eles no futuro. Depois, César e Anita vão a uma farmácia furar as orelhas e Anita tira uma foto para comemorar a nova amizade. De volta em casa, Anita posta a foto em seu Floguinho e volta para 2021. Uma mulher entra em seu quarto procurando por ela e após uma breve conversa percebe que a mulher é César e que suas orelhas estão furadas da mesma forma que na foto. |              |             |                 |                                  |                         |
| 2 | 2            | "(¬_¬)"     | Vivianne Jundi  | Alice Marconi                    | 25 de fevereiro de 2022 |
| Anita está voltando para São Paulo com sua "César", embora não saiba o que aconteceu e lute para descobrir o novo nome social da amiga. Chegando em São Paulo, as duas encontram Joel, um dos meninos humilhados por Anita no trote e que agora é seu vizinho. Anita descobre que o nome da moça é Camila e que ela é sua colega de quarto em um apartamento bem mais organizado do quê o que Anita morava. Camila também revela que está prestes a ter seu primeiro livro publicado e que uma antiga paixão da escola, Leonardo, acabou de enviar um pedido de amizade no Instagram, porém ela nega após revelar que ele foi a pessoa que mais destruiu seu coração. Anita vai para seu quarto e verifica seu Floguinho, o que a leva de volta a 2006. Luiza questiona Anita sobre algo que ela disse no trote em que sutilmente insinua que Douglas não era seu único namorado. Anita também tenta evitar o relacionamento de Carol e Eduardo recrutando Fabrício – o bad boy do ensino médio – para destruir o relacionamento deles. Fabrício aceita, desde que Anita lhe faça um favor. César está falando sobre seu relacionamento com Theo e Anita menciona Leonardo casualmente, o que deixa César intrigado porque ele nunca mencionou sobre Leonardo para Anita. Fabrício marca um novo encontro para Eduardo no mesmo horário e local onde deveria encontrar Carol. Fabrício, que também é irmão de César, provoca e o confronta sobre sua amizade com Leonardo. Carol vai ao encontro apenas para ver Eduardo beijando Fernanda, o que a deixa tão perturbada que acaba envolvida em um atropelamento na frente de Anita e Fabrício. |              |             |                 |                                  |                         |
| 3 | 3            | "̄\_(ツ)_/ ̄" | Dainara Toffoli | Alice Marconi                    | 25 de fevereiro de 2022 |
| Carol é hospitalizada com um braço quebrado e fica profundamente triste ao descobrir que vai perder o jogo do campeonato de handebol por causa do acidente. Anita pede que Fabrício fique de boca fechada sobre o envolvimento deles no acidente de Carol. Joel revela a Anita que Fabrício teve um caso com Luiza antes dela começar a namorar Douglas. Ele também revela a Fernanda que Eduardo estava namorando Carol e Fernanda percebe que Fabrício e Anita armaram para eles. Fernanda expõe todo o plano deles no acidente de Carol para toda a escola e depois para a própria Carol. César confronta Henrique sobre seus sentimentos por Anita e o incentiva a dizer algo a ela. Henrique confessa sem sucesso seu amor por Anita enquanto ela confessa que ela e Fabrício organizaram a cena que terminou com o acidente de Carol. Anita também expõe a paixão de César por Leonardo, que se desespera e termina sua amizade com César, que por sua vez termina sua amizade com Anita. Henrique visita Carol no hospital e a conforta. Anita posta uma foto em seu Floguinho, levando-a de volta para 2021. Ela então descobre que Camila não é mais sua colega de quarto, que está enfrentando despejo de seu apartamento, que Joel é seu amigo colorido hipster e que Carol e Henrique são casados desde 2016 com ela como sua dama de honra. Anita percebe que ama Henrique e volta a 2006 depois de descobrir a mecânica da viagem no tempo. |              |             |                 |                                  |                         |
| 4 | 4            | "(;´∩`;)"   | Dainara Toffoli | Janaina Tokitaka & Renata Kochen | 25 de fevereiro de 2022 |
| Anita finalmente se reencontra com seu falecido pai, Antônio. Ela se abre sobre seus problemas e ele a aconselha a não tentar consertar a vida das pessoas. Henrique conta a Anita que Carol o convidou para ir à sala de música de sua igreja e Anita vai junto. Anita pede desculpas a Carol, e Henrique revela que pretende ser músico. Anita também tenta fazer as pazes com César, ajudando-o a conversar com Leonardo, que acaba os rejeitando. Luiza também conversa com Anita sobre suas inseguranças e a necessidade de ser a "garota perfeita" e Anita a incentiva a ir atrás de seus interesses. Joel começa a enviar mensagens para Anita no MSN e tenta conhecê-la melhor. Luiza tem um encontro secreto com Fabrício que acaba com eles fazendo sexo. Joel acaba falando sobre viagem no tempo, assustando Anita. |              |             |                 |                                  |                         |
| 5 | 5            | "\o/"       | Dainara Toffoli | Bryan Ruffo                      | 25 de fevereiro de 2022 |
| Luiza e Anita estão finalizando os preparativos para a festa de 17 anos de Luiza. Anita descobre que Fabrício é um marceneiro muito habilidoso e diz a César que não sabe se Leonardo vem à festa. Pouco depois, Theo manda uma mensagem para César e diz que vai encontrá-lo na festa. A festa começa e Joel começa a procurar Anita, que vai embora apenas para encontrar Henrique e Carol conversando. Fabrício também começa a beber enquanto assiste Luiza tirando foto com Douglas. Fernanda e Carol fazem as pazes enquanto ignoram as cantadas de Eduardo nas duas. Douglas dá a Luiza uma pulseira caríssima como presente de aniversário e Anita percebe que Fabrício está assistindo a cena toda e o arrasta para a pista de dança. Henrique e Carol se beijam, mas sentem que não foi tão bom assim e decidem continuar como amigos. Fabrício dá um golfinho de madeira para Luiza de presente e tenta beijá-la, mas é rejeitado. Leonardo chega à festa e tenta conversar com César. Eduardo faz um discurso homofóbico, que acaba com ele socando César por acidente. Fabrício intervém dando um soco em Eduardo, fazendo Leonardo fugir da festa. César vai atrás dele e Leonardo revela que ele era Theo e que o amor deles não vai prosperar naquela cidade por causa do povo conservador. Eles se beijam e então se separam. Joel cai na piscina como Anita previu, mas ninguém além dela percebe por causa dos fogos de artifício. Fabrício revela a todos que ele e Luiza passaram a noite juntos o que faz Douglas terminar com ela. Vânia repreende Luiza, que por sua vez despeja toda sua frustração e raiva em Vânia. Luiza decide fugir de casa. Anita também descobre que seu pai escondeu seu diagnóstico de câncer de todos. |              |             |                 |                                  |                         |
| 6 | 6            | "<3"        | Vivianne Jundi  | Janaina Tokitaka                 | 25 de fevereiro de 2022 |
| Anita pergunta ao pai se ele tem algo a dizer a ela, onde ele diz que não. Anita então posta as últimas fotos de sua câmera no Floguinho, levando-a de volta para 2021. Ela descobre que ainda está em Imperatriz, mas agora é uma fotógrafa muito famosa e conhecida mundialmente. Carol é casada com Douglas e deve ir aos Jogos Olímpicos. Anita também descobre que Camila é uma autora conhecida e que ela e Fabrício têm agora uma relação fraterna saudável e amorosa. A assistente de Anita, Fabíola, diz que ela precisa ir a Paris para fazer um ensaio fotográfico naquela mesma tarde. Anita aceita alegremente seu futuro "perfeito" e se encontra com Henrique – agora um músico conhecido – em Paris. Eles reacendem seus sentimentos um pelo outro e acabam se beijando. Enquanto isso, Joel volta a Imperatriz para um encontro tão esperado com Anita apenas para levar um bolo dela e descobrir sozinho que ela está em Paris com Henrique. Anita liga para Luiza só para saber que ela está afastada da família há anos e está vivendo uma vida muito infeliz em São Paulo, muito parecida com Anita no início de tudo. Joel tenta invadir o Floguinho de Anita ao mesmo tempo em que Anita decide voltar ao passado para mudar a vida de Luiza. Joel consegue adivinhar a senha de Anita, impedindo-a de editar o Floguinho e viajar de volta no tempo para 2006. |              |             |                 |                                  |                         |

### 2.ª Temporada (2023)
| N.º geral | N.º na temp. | Título   | Dirigido por     | Escrito por                                                          | Exibição original  |
| --- | ------------ | -------- | ---------------- | -------------------------------------------------------------------- | ------------------ |
| 7 | 1            | "o.O"    | Maria de Médicis | Victor Brandt, Amanda Jordão, Gautier Lee, Ray Tavares e Pedro Riera | 5 de julho de 2023 |
| Um problema no blog de fotos de Anita obriga Joel a viajar no tempo até 2006. Enquanto isso, um show de talentos revela aptidões e sentimentos.                   |              |          |                  |                                                                      |                    |
| 8 | 2            | "(^o^)/" | Maria de Médicis | Victor Brandt, Amanda Jordão, Gautier Lee, Ray Tavares e Pedro Riera | 5 de julho de 2023 |
| Após ver as versões chocantes de suas vidas, Anita e Joel fazem um plano para consertar o futuro. César e Fabrício se unem à dupla em uma viagem a São Paulo.     |              |          |                  |                                                                      |                    |
| 9 | 3            | "s2"     | Marina Person    | Victor Brandt, Amanda Jordão, Gautier Lee, Ray Tavares e Pedro Riera | 5 de julho de 2023 |
| Carol faz um teste para decidir de qual garoto ela gosta mais; Joel ajuda Henrique e sua banda a gravarem um videoclipe para um festival.                         |              |          |                  |                                                                      |                    |
| 10 | 4            | ">:=a"   | Ian SBF          | Victor Brandt, Amanda Jordão, Gautier Lee, Ray Tavares e Pedro Riera | 5 de julho de 2023 |
| Os jogos interescolares começam. Enquanto Carol tenta se concentrar na competição, Henrique revela o que sente para Anita; o último jogo tem um resultado triste. |              |          |                  |                                                                      |                    |
| 11 | 5            | "I>.<I"  | Ian SBF          | Victor Brandt, Amanda Jordão, Gautier Lee, Ray Tavares e Pedro Riera | 5 de julho de 2023 |
| Anita passa 15 anos longe de Imperatriz para lidar com o luto, mas uma ação inesperada de sua mãe faz com que ela reencontre uma cidade bem diferente.            |              |          |                  |                                                                      |                    |
| 12 | 6            | ":P"     | Maria de Médicis | Victor Brandt, Amanda Jordão, Gautier Lee, Ray Tavares e Pedro Riera | 5 de julho de 2023 |
| Joel e Anita finalmente colocam seu plano em prática durante uma festa junina; Camila faz sua estreia; um relacionamento começa em plena barraca do beijo.        |              |          |                  |                                                                      |                    |

### 3.ª Temporada (2024)
| N.º geral | N.º na temp. | Título        | Dirigido por                  | Escrito por                                                                      | Exibição original    |
| --- | ------------ | ------------- | ----------------------------- | -------------------------------------------------------------------------------- | -------------------- |
| 13 | 1            | "D="          | Dainara Toffoli               | Vitor Brandt, Amanda Jordão, Gautier Lee, Ray Tavares e Luíza Fazio              | 21 de agosto de 2024 |
| Anita acaba voltando para 2009, onde está morando em uma república com as melhores amigas e fazendo faculdade de Artes. Até que alguém atrapalha a linha do tempo dela. |              |               |                               |                                                                                  |                      |
| 14 | 2            | "(^o^) (^o^)" | Dainara Toffoli               | Ray Tavares, Vitor Brandt, Amanda Jordão, Gautier Lee e Luíza Fazio              | 21 de agosto de 2024 |
| Uma competição de vira-copo resolve um conflito entre as repúblicas. Henrique e Carol conversam sobre o futuro. Anita investiga a pessoa misteriosa que viaja no tempo. |              |               |                               |                                                                                  |                      |
| 15 | 3            | ">:("         | Vitor Brandt                  | Gautier Lee, Vitor Brandt, Amanda Jordão, Luíza Fazio e Ray Tavares              | 21 de agosto de 2024 |
| Anita suspeita de Jéssica. O professor apresenta uma residência artística a Camila. As garotas partem para a briga contra uma chantagem.                                |              |               |                               |                                                                                  |                      |
| 16 | 4            | "B^D"         | Marina Person                 | Amanda Jordão, Vitor Brandt, Luíza Fazio, Gautier Lee e Ray Tavares              | 21 de agosto de 2024 |
| Anita e Joel descobrem que o criador do Floguinho mora no meio do mato e convencem os amigos a acampar. O grupo se divide, e a tensão aumenta.                          |              |               |                               |                                                                                  |                      |
| 17 | 5            | "ERROR 404"   | Dainara Toffoli e Gautier Lee | Luíza Fazio, Vitor Brandt, Amanda Jordão, Gautier Lee e Ray Tavres               | 21 de agosto de 2024 |
| Anita acorda em um loop temporal e tenta ajudar os amigos a se libertar. A outra pessoa que viaja no tempo é revelada.                                                  |              |               |                               |                                                                                  |                      |
| 18 | 6            | "(*^3^)"      | Marina Person                 | André Hanks, Vitor Brandt, Amanda Jordão, Gautier Lee, Luíza Fazio e Ray Tavares | 21 de agosto de 2024 |
| Depois de descobrir os planos da outra pessoa que viaja no tempo, Anita precisa voltar ao passado para resolver a situação e recuperar suas amizades.                   |              |               |                               |                                                                                  |                      |

## Produção

### Desenvolvimento e elenco
A série foi anunciada em 11 de fevereiro de 2021 pela protagonista Maisa Silva. No vídeo, Maisa aparece de surpresa para os seus colegas de elenco, que não sabiam quem iria interpretar a personagem Anita. A adaptação da primeira temporada da série foi desenvolvida por Janaina Tokitaka com produção do estúdio Glaz Entretenimento. Klara Castanho, João Guilherme, Amanda Azevedo, Nila e Caio Cabral foram os primeiros nomes confirmados no elenco principal.
Em 21 de março de 2022, a série foi oficialmente renovada para uma segunda temporada. Victor Brandt, Amanda Jordão, Gautier Lee, Ray Tavares e Pedro Riera assumiram a sala de roteiro da segunda temporada, substituindo Janaina Tokitaka, Renata Kochen, Alice Marcone e Bryan Ruffo, roteiristas da primeira leva de episódios. Maria de Médicis, diretora de Rock Story e Segundo Sol, assumiu a direção após o fim de seu contrato com a TV Globo. Dora Freind, Lucas Deluti, Livia La Gatto, Julia Miranda, Maria Laura Nogueira e Lipe Volpato foram oficializados como nomes inéditos no elenco da temporada. Em 11 de abril de 2023, as primeiras imagens da segunda temporada foram divulgadas no perfil da Netflix no Twitter, com o primeiro teaser do trailer postado através do perfil das protagonistas da série, Maisa Silva e Camila Queiroz, no Instagram. No teaser, é possível ver os primeiros segundos da temporada, onde Anita tenta acessar o Floguinho, porém a página aparenta estar apresentando algum tipo de defeito fazendo com que a protagonista viaje no tempo rapidamente, tendo como efeitos disso as mudanças de local e estilo da personagem. Em 17 de maio, a Netflix liberou o primeiro pôster oficial confirmando a estreia da temporada em 5 de julho.
Em 17 de julho de 2023, a série foi renovada para uma terceira temporada, junto a um teaser demonstrando uma mudança na história, onde agora Anita voltará a 2009, na época da faculdade, quando tinha 18 anos. Em 12 de setembro, a Netflix confirmou que a terceira temporada será a última temporada da produção, e anunciou que a atriz Larissa Manoela estará no elenco principal. Guilherme Prates, Enzo Krieger, Amanda Linhares, Emira Sophia e Faiska Alves também foram oficializados como parte do elenco da temporada. Com a mudança de cenário e época, Lucca Picon, Rafael Coimbra e Pedro Ottoni foram desligados dos personagens.
Em 28 de maio de 2024, a plataforma liberou o primeiro teaser da terceira temporada da série, onde Maisa, Larissa Manoela, Klara Castanho e João Guilherme realizam um tour pela República das Imperatrizes, além de novas imagens oficiais da temporada. Em 16 de julho, a Netflix confirmou a data de estreia da terceira e última temporada para 21 de agosto de 2024, assim como um pôster oficial e as fotos de divulgação dos personagens dessa temporada. Em 24 de julho, foi divulgado o trailer da temporada.

### Filmagens
As gravações começaram oficialmente no dia 22 de fevereiro 2021, em São Paulo. Por conta do agravamento da pandemia de COVID-19, as gravações foram suspensas e retornaram em 10 de maio. Em 3 de julho, as gravações externas começaram em Bananal, no interior de São Paulo, e finalizadas em 13 de julho do mesmo ano. No mês de setembro, foram realizadas as últimas locações externas em Paris, na França.
As filmagens da segunda temporada começaram em agosto de 2022 e terminaram em outubro do mesmo ano, com gravações externas em Bananal.
As gravações da terceira temporada começaram em setembro de 2023 e terminaram em dezembro do mesmo ano, com gravações externas também em São Paulo.